# Kappa Librae
Kappa Librae (43 Librae) é uma estrela na direção da constelação de Libra. Possui uma ascensão reta de 15h 41m 56.82s e uma declinação de −19° 40′ 42.9″. Sua magnitude aparente é igual a 4.75. Considerando sua distância de 400 anos-luz em relação à Terra, sua magnitude absoluta é igual a −0.69. Pertence à classe espectral K5III.